# Ciclo della Cultura
Il ciclo della Cultura è una serie di romanzi e racconti di fantascienza dello scrittore scozzese Iain M. Banks pubblicati a partire dal 1987, nei quali è descritta un'immaginaria società anarchica, socialista e utopica. Paradossalmente, la maggior parte delle vicende si svolge al di fuori dell'ambito di questa civiltà spaziale e i protagonisti delle storie sono spesso avversi alla sua egemonia non violenta, dilagante nella galassia. Vi saranno quindi diplomatici, spie e mercenari che combatteranno con e contro di questa.
Nell'ambito fantascientifico vengono toccati quasi tutti i temi classici già affrontati all'epoca come l'incontro con civiltà aliene, l'esplorazione spaziale, l'intelligenza artificiale, le biotecnologie; nelle tematiche generali invece si trovano la costruzione di utopie, l'utilitarismo, il contatto tra culture diverse, lo scontro tra religioni e le atrocità della guerra.

## Romanzi del ciclo
1. Pensa a Fleba o La Mente di Schar (Consider Phlebas, 1987)
2. L'impero di Azad (The Player of Games, 1988)
3. La guerra di Zakalwe (Use of Weapons, 1990)
4. Lo stato dell'arte (The State of the Art, 1991)
5. L'altro universo (Excession, 1996)
6. Inversioni (Inversions, 1998)
7. Volgi lo sguardo al vento (Look to Windward, 2000)
8. Matter (2008)
9. Surface Detail (2010)
10. The Hydrogen Sonata (2012)

## La Cultura
La Cultura si configura come una società post-scarsità, ovvero una società in cui il progresso tecnologico ha di fatto eliminato qualunque vincolo materiale sulla produzione di beni. Il fatto che "tutto possa essere prodotto ovunque" garantisce il soddisfacimento di qualunque bisogno materiale. La Cultura è di fatto una società in cui è abolito l'uso della moneta e in cui il lavoro non è un'attività obbligatoria per garantire la sussistenza dell'individuo, dal momento che è sufficiente esprimere un'esigenza affinché essa sia soddisfatta senza chiedere nulla in cambio. Questa società, in cui sono di fatto superati tutti i limiti fisici e biologici, incluse la malattia e la morte, è caratterizzata da un diffuso egualitarismo ed è priva sia di leggi definite che di un governo riconosciuto. Ogni individuo è libero di perseguire i propri progetti ed ideali.
Nell'universo immaginario descritto dall'autore, la storia della Cultura non rappresenta una possibile evoluzione futura della specie umana, ma si colloca in contemporanea con l'evolversi della civiltà umana terrestre. L'arco temporale entro cui si svolgono le storie narrate nei romanzi della Cultura coincide con l'intervallo compreso tra il 1300 e il 2100 d.C. In questo contesto, il primo contatto con la civiltà terrestre si situa verso la fine di questo periodo di tempo.
L'origine della Cultura viene fatta risalire ad un imprecisato momento del passato in cui un certo numero di specie umanoidi e le loro macchine senzienti raggiunsero un determinato livello di consapevolezza sociale, assumendo il controllo consapevole del proprio percorso evolutivo e definendo le linee guida di quelle che saranno le caratteristiche distintive della Cultura. Ne L'impero di Azad la Cultura viene descritta come una società esistita per undicimila anni nello spazio.
Tratto distintivo e fondamentale della Cultura è la coesistenza al suo interno di macchine senzienti e specie di vita organiche umanoidi e non umanoidi: non vi è distinzione tra forme di vita senziente organica e no. Le cosiddette Menti, il nome con cui si indicano le macchine senzienti, svolgono anzi un ruolo di primo piano all'interno della Cultura stessa, occupandosi della maggior parte degli aspetti organizzativi della società, ivi incluse l'amministrazione degli strumenti di produzione, la guida dei vascelli spaziali, la gestione degli orbitali.
La Cultura include un numero imprecisato di mondi e un numero enorme e sconosciuto di individui. La Cultura non ha leggi, governo, costituzione e, mancando di una propria definizione formale, si distingue per la mancanza di confini certi per la propria sfera di influenza. Chiunque può entrare a far parte della Cultura e uscirne in qualunque momento.

## Spazio vitale

### Aerosfere
Si tratta di vaste bolle di atmosfera delle dimensioni di una nana bruna racchiuse da campi di forza e (presumibilmente) create da un'antica razza avanzata almeno un miliardo e mezzo di anni fa (vedi Volgi lo sguardo al vento). 
C'è solo una gravità minima all'interno di un'aerosfera, che è illuminata da planetoidi orbitanti delle dimensioni di una luna che emettono enormi fasci di luce.
Le aerosfere assomigliano per certi aspetti all'anello di atmosfera respirabile delle dimensioni di un'orbita immaginato da Larry Niven in Il popolo dell'anello, ma sono sferiche e non toroidali, richiedono un campo di forza per mantenere la loro integrità e sono create da processi artificiali piuttosto che naturali.

### Orbitali
Gli orbitali sono uno dei principali tipi di habitat della Cultura e hanno un posto di rilievo in molte storie del Ciclo.
Si tratta di megastrutture ad anello che orbitano attorno a una stella, simili a un Anello di Bishop ma più grandi; a differenza di un Ringworld o di una Sfera di Dyson, gli orbitali non racchiudono la stella, essendo troppo piccoli. 
Un orbitale della Cultura ha un diametro di circa 3.700.000 chilometri (quasi 5 volte il diametro dell'orbita della Luna attorno alla Terra) e come un Ringworld, ruota circa una volta ogni 24 ore producendo sulla superficie interna un analogo della gravità della Terra e garantendo agli abitanti il ciclo notte-giorno.